# Svenska mästerskapen i dressyr 1960
Svenska mästerskapen i dressyr 1960 avgjordes i Stockholm. Tävlingen var den 10:e upplagan av Svenska mästerskapen i dressyr.

## Resultat
| Placering | Ryttare          | Häst     |
| --------- | ---------------- | -------- |
| 1         | Yngve Viebke     | Gaspari  |
| 2         | William Hamilton | Delicado |
| 3         | Gehnäll Persson  | Ritz     |